# Azamaru
Azamaru (源平天照絵巻痣丸, Genpei Tenshô Emaki Azamaru) est un seinen manga de Tamaki Ippei, prépublié dans le Monthly Comic Flapper entre juin 2003 et juin 2005 puis compilé en quatre volumes. La version française est éditée par Soleil Productions dans la collection Soleil Manga.

## Synopsis
Année 1185. Après une guerre très sanglante, deux héros, ainsi que des amis, se retrouvent pour continuer leur combat éternel.  Qui sera le vainqueur: Benkei, le moine soldat, ou Yoshitsune, le frère détrôné du shogun actuel?  Le seul spectateur de cette confrontation est le jeune Tomoe.

## Liste des volumes
| no | Japonais         | Japonais      | Français         | Français      |
| no | Date de sortie   | ISBN          | Date de sortie   | ISBN          |
| -- | ---------------- | ------------- | ---------------- | ------------- |
| 1  | 23 février 2004  | 9784840109352 | 26 octobre 2005  | 9782849463055 |
| 2  | 23 août 2004     | 9784840109680 | 22 février 2006  | 9782849463635 |
| 3  | 22 décembre 2004 | 9784840109895 | 26 avril 2006    | 9782849464052 |
| 4  | 23 juillet 2005  | 9784840113168 | 22 novembre 2006 | 9782849464717 |